# Signalkuppe
El Signalkuppe (también conocida como Punta Gnifetti en italiano) (4.554 m) es un pico en los Alpes Peninos en la frontera entre Italia y Suiza. Es un pico menor del macizo de Monte Rosa. La montaña recibe su nombre de "la Señal", un prominente gendarme en lo alto de la cresta oriental, que fue demolido al construirse el refugio Reina Margherita.
El primer ascenso lo hizo Giovanni Gnifetti, un sacerdote de la parroquia de Alagna Valsesia, junto con J. Farinetti, C. Ferraris, C. Grober, J. y G. Giordiano y sus porteadores el 9 de agosto de 1842. 
El refugio más alto de Europa, el refugio Margherita (que recibe este nombre de la reina consorte de Italia, Margarita de Saboya, queda en lo alto de la cumbre de la montaña. El trabajo empezó en el año 1890, apoyada por la corona italiana, y la reina Margarita lo inauguró en 1893. El nuevo refugio, una Jaula de Faraday de gran altitud, está cubierto de una lámina de cobre como protección contra campos eléctricos no deseados.